# 篠丸のどか
篠丸 のどか（しのまる のどか）は、日本の漫画家。香川県高松市出身。香川県立高松桜井高等学校卒業。第7期卒業生。

## 作品リスト
- うどんの国の金色毛鞠（新潮社、2012年12月 - 2019年3月、全12巻）
- 花と黒鋼（講談社、2015年8月 - 2018年10月、全4巻）
- 鶯谷ワールドエンド（新潮社、2016年10月、既刊1巻）
- なんだか世界が美しいのは（ホーム社、2020年4月、単巻）
- 半沢ニャオ樹（講談社、2020年4月 - 、既刊1巻） - 池井戸潤による小説半沢直樹シリーズのパロディ漫画
- 恋じゃないなら名前をつけて（講談社、『BE・LOVE』2020年9月号[1] - 2022年5月号、2021年4月[2] - 刊、既刊4巻）